# 可沓振
可沓振（?—?），為6世紀吐谷渾第十七任統治者，他為伏連籌的曾孙，佛辅的世子，承襲佛辅擔任首領。
可沓振作为世子时，遣使向皇太子萧统献白龙驹。萧梁中大通六年（534年）三月己亥，梁武帝以行河南王可沓振为西秦、河二州刺史、河南王。北朝的史书《魏书》《周书》《北史》直接记载伏連籌的兒子是夸吕，这可能是由于当时北方陷于离乱，不能有效的记录边疆的民族。
| 前任： 佛辅 | 吐谷渾首領 | 繼任： 夸吕 |